# Skogrand
Skogrand (eller Ingeborgrud) är en tätort i Nes kommun i Akershus fylke i sydöstra Norge. Tätorten hade 329 invånare den 1 januari 2022. Orten ligger tolv kilometer från Vomrsund, åtta kilometer från Opakermoen och 16 kilometer från kommunens centralort Årnes. Tätorten har ingen skola, närmaste skola ligger två kilometer ifrån Skogrand.